# San Juan de Prendonés
San Juan de Prendonés (cooficialmente, en eonaviego, San Xuan de Prendonés) es una parroquia española del concejo de El Franco, perteneciente al Principado de Asturias.

## Toponimia
Dentro del procedimiento de recuperación y fijación de la toponimia asturiana, desde el 23 de diciembre de 2006, la denominación oficial de la parroquia es San Xuan de Prendonés/San Juan de Prendonés, bilingüe, en eonaviego y castellano. Esta denominación modificaba la anterior, de 2005, de San Xuan, que se había fijado en sustitución de la denominación en castellano Prendones, oficial hasta entonces. El nomenclátor de la Academia de la Llingua Asturiana recoge San Xuan, como voz principal, y, alternativamente, San Xuan de Prendonés como denominaciones para la parroquia.
El topónimo Sancto Iohanne de Prendonese aparece en un documento fechado en 1090, un pleito por el reparto de los siervos de Todox y Cartavio, conservado en la Colección de Documentos de la Catedral de Oviedo (p. 279, c. XII). Posteriormente, en 1295, aparece Sayone de Prendones, en un documento en la Colección Diplomática del Monasterio de Santa María de Villanueva de Oscos.

## Geografía
Según SADEI, la parroquia tiene una superficie de 12,463 km². La totalidad de su superficie se encuentra por debajo de los 800 m de altitud y 6,077 km² de ella tienen una pendiente superior al 20 %.
Es una parroquia de carácter rural, con un 35,94 % de su superficie con ocupación forestal, un 19,21 % con «cierto grado de productividad en los cultivos» (clases agrológicas II, III y IV) y 36,05 vacas de leche por km² (2020).

### Hidrografía
Por el término parroquial discurren el río Porcía y el de El Mazo, su principal afluente. Este confluye con el primero en Sueiro, en la mayor vega que forma el Porcía en todo su recorrido.

## Historia
A finales del siglo XIX, la parroquia, ya por entonces parte del concejo de El Franco, tenía contabilizada una población de 1050 habitantes. Aparece descrita en el Diccionario geográfico y estadístico de Asturias (1897) de José González Aguirre con las siguientes palabras:

PRENDONES (San Juan): parr. del conc. del Franco, part. jud. de Castropol, á 19 leg. de Oviedo, 2 de Castropol y 1 del Franco; sit. á la der. del r. Porcia, con buena ventilación y clima templado y sano. Comprende los ls de Prendones, Nenín, Suero, San Julián y Villarmarzo, más 20 cas. agregados á estos lugares. Confina con las parroquias de Miudes, Valdepares y Santa María del Monte. Su terreno es llano y fértil: produce toda clase de cereales, legumbres y frutas; cría ganado vacuno, de cerda, lanar y cabrío: tiene varios telares de lienzos y molinos harineros. Pobl. 215 vec., 1050 habitantes.
(González Aguirre, 1897, p. 299)

En 2022, tenía empadronados 237 habitantes.

## Poblaciones
Según el nomenclátor de 2023, la parroquia comprende las siguientes entidades de población:
| N. | Población    | Topónimo oficial | Categoría | Población empadronada | Altitud |
| -- | ------------ | ---------------- | --------- | --------------------- | ------- |
| 1  | Boimouro     | Boimouro         | casería   | 7 hab.                | 90 m    |
| 2  | Carbege      | Carbexe          | casería   | 7 hab.                | 68 m    |
| 3  | Cerredo      | Zarredo/Cerredo  | casería   | 11 hab.               | 169 m   |
| 4  | Hervedeiras  | Arbedeiras       | casería   | 4 hab.                | 212 m   |
| 5  | Nenín        | Nenín            | aldea     | 35 hab.               | 118 m   |
| 6  | Prendonés    | Prendonés        | casería   | 38 hab.               | 85 m    |
| 7  | La Rebollada | A Rebollada      | casería   | 27 hab.               | 238 m   |
| 8  | San Juan     | San Xuan         | casería   | 75 hab.               | 119 m   |
| 9  | Sueiro       | Sueiro           | lugar     | 34 hab.               | 42 m    |
| 10 | Louredal     | El Llouredal     | casería   | 2 hab.                | 166 m   |

## Parroquia eclesiástica
La correspondiente parroquia eclesiástica tiene su sede en el templo dedicado a san Juan Bautista, que se encuentra en la casería de San Juan. La parroquia se encuadra en el arciprestazgo de Villaoril de la vicaría Avilés-Occidente de la archidiócesis de Oviedo.
El templo albergó el arca del concejo tras la emancipación del «concejo y villa de Suero» (actual concejo de El Franco), a finales del siglo xvi. Situado en la tribuna de la iglesia, en ella se custodiaban los documentos públicos del concejo bajo tres llaves custodiadas por el alcalde mayor, el regidor de Valdepares y el escribano del concejo.

## Patrimonio cultural
Según el Inventario del Patrimonio de El Franco, que forma parte del Plan General de Ordenación de El Franco aprobado en 2009, se encuentra situados en el término parroquial los siguientes elementos:
Arqueológico
El túmulo de El Pedrero, en Carbege, y el castro de la Corona, en Prendonés. El primero destaca por su distancia (2 km) a la costa. El castro, de interior y arrasado por completo, contaba con un foso de grandes dimensiones que lo rodeaba.
Arquitectónico religioso de interés local
5 capillas (de San Fernando en Carbege, de Santa Ana en Cerredo, de Hervedeiras en la localidad homónima, de San Juan en La Rebollada y del Carmen en Sueiro) y la iglesia parroquial en San Juan.
Arquitectónico Civil de interés local
Los molinos de Boimouro y Sueiro.